# Konz (miasto)
Konz − miasto w Niemczech, w kraju związkowym Nadrenia-Palatynat, w powiecie Trier-Saarburg, siedziba gminy związkowej Konz. Leży ok. 8 km od Trewiru. W 2010 liczyło 17 923 mieszkańców.

## Współpraca
Miejscowość partnerska:
- Koksijde, Belgia